# Ardisia khasiana
Ardisia khasiana är en viveväxtart som beskrevs av C. B. Cl. Ardisia khasiana ingår i släktet Ardisia och familjen viveväxter. Inga underarter finns listade i Catalogue of Life.